# نورویچ (حوزه سرشماری)، ورمونت
نورویچ (به انگلیسی: Norwich) یک منطقهٔ مسکونی در ایالات متحده آمریکا است که در Norwich واقع شده‌است. نورویچ ۳٫۸ کیلومتر مربع مساحت و ۸۷۸ نفر جمعیت دارد و ۱۶۳٫۶۸ متر بالاتر از سطح دریا واقع شده‌است.